# Лејкхилс (Тексас)
Лејкхилс (енгл. Lakehills) насељено је место без административног статуса у америчкој савезној држави Тексас.

## Демографија
По попису из 2010. године број становника је 5.150, што је 482 (10,3%) становника више него 2000. године.
| Група             | 2000.         | 2010.         |
| Белци             | 3.949 (84,6%) | 4.130 (80,2%) |
| Афроамериканци    | 20 (0,4%)     | 34 (0,7%)     |
| Азијати           | 13 (0,3%)     | 13 (0,3%)     |
| Хиспаноамериканци | 602 (12,9%)   | 908 (17,6%)   |
| Укупно            | 4.668         | 5.150         |